# Abgott
Abgott bezeichnet im Allgemeinen jede dem Judentum fremde Gottheit, insbesondere auch jede heidenchristliche Gottheit. Denn bezüglich des jüdischen ein-einen Gottes JHWH gilt, „alle Götter der Völker sind nichts“ (כָּל-אֱלֹהֵי הָעַמִּים, אֱלִילִים kol elohei haamim elilim 1 Chr 16,26 ). Im engeren Sinn bezeichnet der Begriff das kultisch verehrte Bildnis einer solchen Gottheit (Abgötterei); siehe auch Bilderverbot. Diese Doppelbedeutung haben auch die weitgehend synonym gebrauchten Begriffe Idol und Götze.
Aus christlicher Sicht bezeichnet Abgott eine falsche, heidnische Gottheit, also etwas, das als Gott verehrt wird, ohne aus dieser Sicht der christliche Gott zu sein.
Das mittelhochdeutsche Wort Abgott stammt von althochdeutsch abgot, wahrscheinlich zu einem alten Adjektiv mit der Bedeutung „gottlos“ (vgl. gotisch afguþs, das griechisch asebḗs „gottlos“ wiedergibt), und entstand zur Zeit der Christianisierung der Germanen. In althochdeutschen Texten ist es die Übersetzung unter anderem von lateinisch simulacrum und idolum.